# Colônia do Gurguéia
Colônia do Gurguéia est une municipalité brésilienne située dans l'État du Piauí.